# Coraebus undatus
Coraebus undatus – gatunek chrząszcza z rodziny bogatkowatych i podrodziny Agrilinae.

## Taksonomia
Gatunek ten opisany został po raz pierwszy w 1787 roku przez Johana Christiana Fabriciusa pod nazwą Buprestis undatus.

## Morfologia
Chrząszcz o wydłużonym ciele długości od 10 do 14 mm, z wierzchu ubarwionym zielonkawospiżowo z czarniawofioletową tylną połową pokryw, od spodu zaś niebiesko. Głowę ma zaopatrzoną w duże, dochodzące do przedniej krawędzi przedplecza oczy. Na czole znajdują się dwa słabiej niż u C. maculifer zaznaczone wzgórki, a między nimi płytka bruzda. Czułki są ząbkowane począwszy od czwartego członu, a człon drugi mają dwukrotnie dłuższy niż szeroki. Przedplecze ma niezmodyfikowane krawędzie boczne oraz głęboki poprzeczny wcisk wzdłuż krawędzi podstawowej, szczególnie dobrze wyrażony po bokach. Pozbawione jest paska białych włosków wzdłuż linii środkowej. W przedniej części jego powierzchnia jest bardzo gęsto punktowana i wskutek tego matowa. Tarczka jest pozbawiona kila, gładka i błyszcząca. Pokrywy pozbawione są punktowanych pasów i mają ostro ząbkowane u wierzchołka krawędzie. Na powierzchni pokryw występują białe włoski w tylnej połowie formujące trzy poprzeczne, pofalowane przepaski. Owłosienie sternitów odwłoka jest równomiernie rozmieszczone, nie formuje kropek. Odnóża tylnej pary samca mają golenie o krawędzi pozbawionej ząbka przed wierzchołkiem. Genitalia samca cechują się równoległymi krawędziami bocznymi wierzchołkowej ⅓ długości edeagusa oraz wcięciem jego brzegu szczytowego. 

## Ekologia i występowanie

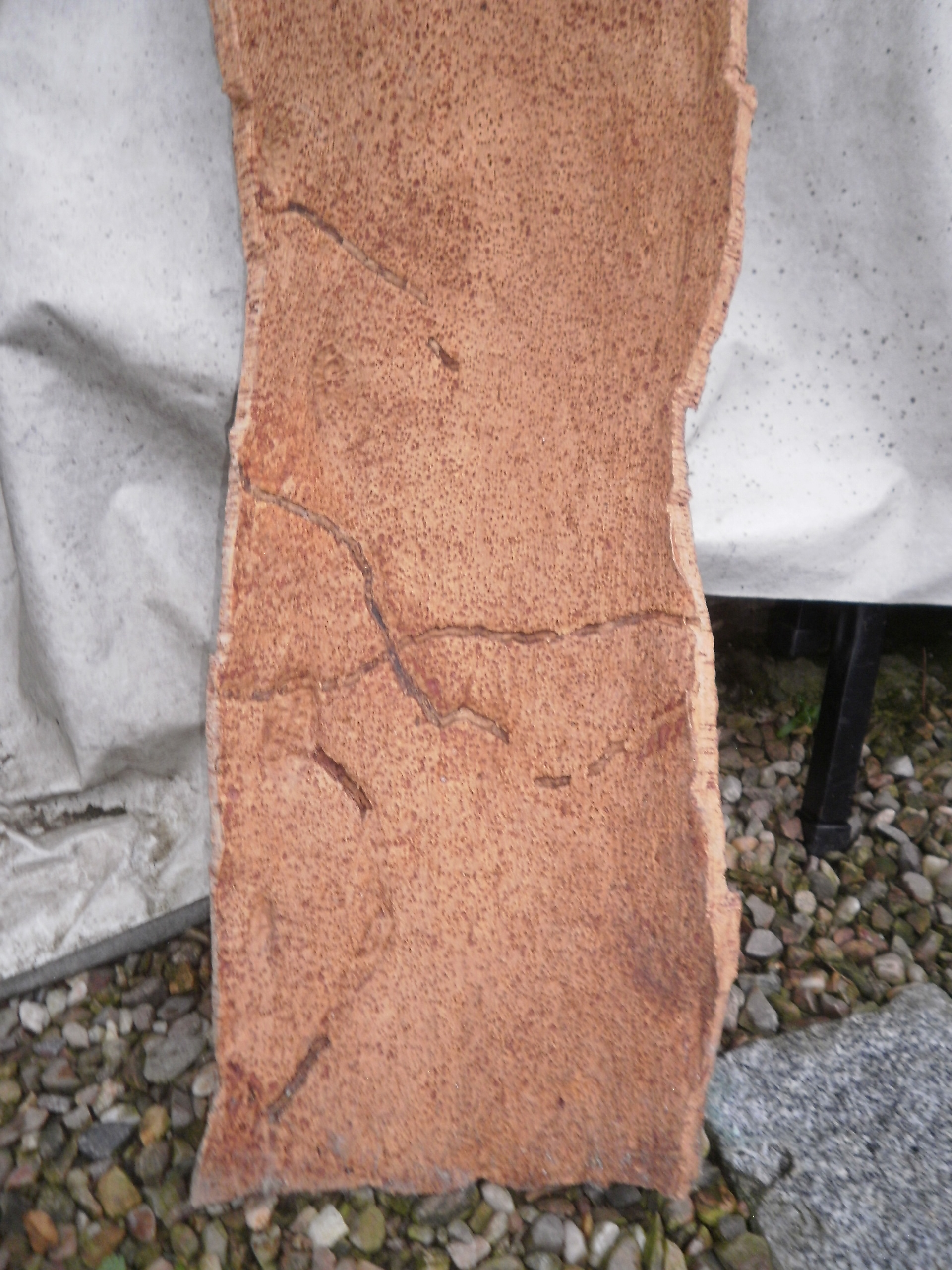
Żerowisko larw na korze dębu korkowego

Larwy są kambiofagiczne i częściowo ksylofagiczne. Żerują pod korą pni, konarów i grubszych gałęzi dębów, w tym dębu korkowego, wdrążając się także do wierzchniej warstwy drewna. Preferują drzewa uszkodzone już przez żer innych fitofagów. Owady dorosłe obserwuje się w lipcu i sierpniu. Są arborikolami i występują głównie w szczytowej części korony. Tylko samice schodzą niżej, szukając miejsc do złożenia jaj. 
Gatunek palearktyczny, w Europie znany z Portugalii, Hiszpanii, Francji, Niemiec, Szwajcarii, Austrii, Włoch, Polski, Czech, Słowacji, Węgier, Białorusi, Ukrainy, Rumunii, Bułgarii, Słowenii, Chorwacji, Bośni i Hercegowiny, Serbii, Czarnogóry, Albanii, Macedonii Północnej, Grecji oraz europejskich części Turcji i Rosji. W Polsce stwierdzony został tylko na kilku stanowiskach. Na „Czerwonej liście zwierząt ginących i zagrożonych w Polsce” umieszczony jest jako zagrożony gatunek o niedostatecznie rozpoznanym statusie (DD). W Niemczech jest rzadko spotykany. Na „Czerwonej liście gatunków zagrożonych Republiki Czeskiej” umieszczony jest jako gatunek zagrożony wymarciem (EN). Poza Europą notowany jest z Afryki Północnej.